# ADB-PINACA
ADB-PINACA是一种含氮有机化合物，化学式C19H28N4O2，属于具有大麻素结构的狡詐家藥物，常温常压下为白色固体。